# Lamprechtshausner Weihespiel
Das Lamprechtshausner Weihespiel ist ein Theaterstück, das der nationalsozialistische Schriftsteller Karl Springenschmid zur Erinnerung an den Lamprechtshausener NS-Putsch von 1934 verfasste.
Es sollte als Thingspiel die alljährliche Aufführung des „Jedermann“ von Hugo von Hofmannsthal auf dem Salzburger Domplatz ersetzen. Allerdings wurde es nur 1938 und 1939 auf einer eigens errichteten Naturbühne und einer für über 1000 Gäste gebauten Tribüne in der Nähe von Lamprechtshausen (im Norden des österreichischen Bundeslandes Salzburg) im Gebiet der heutigen Reitlwaldsiedlung aufgeführt. Danach verhinderte der Zweite Weltkrieg weitere Inszenierungen. Zwischen 1938 und 1945 fanden allerdings auch keine Aufführungen des Jedermann auf dem Domplatz statt. 

## Vorgeschichte
Auch der Ort Lamprechtshausen war von dem Juliputsch der Nationalsozialisten betroffen. Hier hatte eine Gruppe von SA-Männern in der Nacht vom 27. zum 28. Juli 1934 öffentliche Einrichtungen besetzt, mehrere Personen festgenommen und sich des Nachts mit einer Heimwehrabteilung ein Gefecht geliefert. Der Aufstand wurde durch eine Kompanie des Alpenjägerregiments Nr. 12 des Bundesheeres unter dem Kommando von Hauptmann Franz Rosenkranz in den Morgenstunden des 28. Juli niedergeschlagen. Der Putschversuch hatte auf Seiten der Nationalsozialisten sechs und auf Seiten des Bundesheeres zwei Tote sowie auf beiden Seiten mehrere Verletzte gefordert. 
Nach dem Anschluss Österreichs informierte der Lamprechtshausener NS-Aktivist Dr. Sprenger am 7. April 1938 Adolf Hitler anlässlich des Spatenstichs für den Bau der Reichsautobahn am Walserberg in einseitiger Weise über den Ablauf des NS-Putsches. Hitler ordnete daraufhin Untersuchungshaft für alle beteiligten Offiziere des Österreichischen Bundesheeres an, die an der Niederschlagung des Aufstandes beteiligt waren. Dies geschah umgehend, worauf in den folgenden Jahren die inhaftierten Offiziere und weitere hohe österreichische Beamte aus Salzburg, die in den Juliputsch involviert waren, ermordet wurden.

## Das Weihespiel

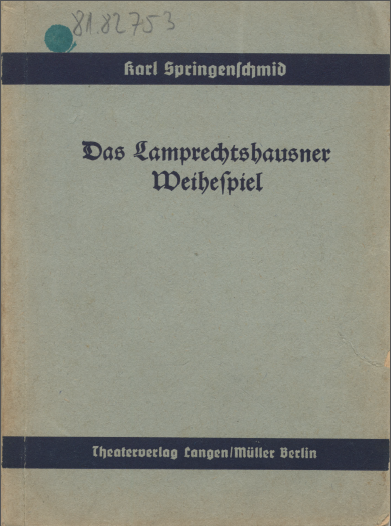
Titelblatt des Lamprechtshausner Weihespiels von Karl Springenschmid (1938)

Das Spiel stellt keine historischen Abläufe dar, sondern ist eine mythische Überhöhung der damaligen Ereignisse. Intention war es, Zuseher und Mitspieler auf einen Opfertod für Adolf Hitler vorzubereiten.

„Eine offene Freilichtbühne, Flammenschalen, in denen Holz und Kräuter verbrannt wurden (ein sehr typisches NS-Ritual), Fanfaren, Lichtsignale, die Glocken der Kirche ... Alles deutete auf einen weltlichen Gottesdienst, der das Sakrament der ‚Volksgemeinschaft’ stiften sollte. Am Ende sangen alle die ‚Lieder der Nation’.“

In einer vorgeblich bäuerischen Sprache, die mit dem Flachgauer Dialekt wenig gemein hat, wird eine Rechtfertigungsideologie ins Wort gesetzt, die Niederlage beim Lamprechtshausener NS-Putsch wird auf die militärische Überlegenheit und Brutalität der Exekutivkräfte zurückgeführt und dagegen wird der Heldenmut der Putschisten glorifiziert; der jüngere Bruder des getöteten Anführers hat die Hakenkreuzfahne gerettet und die Mutter stimmt freudig dem „Opfertod“ ihres älteren Sohnes zu. Rufe der Namen der getöteten Nationalsozialisten werden eingesetzt, wenn Zweifel am Sinn der politischen Vorgänge aufkommen. Als letztes erschallt der Name des Anführers Franz Natschläger, darauf die Mutter: „Mein Bub, Dein Tod ist unser aller Leben geworden.“ Im letzten Bild des Weihespieles wird „Der Führer“ beschworen, für den alles freudig geopfert werden soll, und mit dem Aufziehen der Hakenkreuzfahne und dem Absingen des Deutschlandliedes endet das Stück.
Das Lamprechtshausener Weihespiel ist auch ein Beispiel für die nationalsozialistische Vereinnahmung des öffentlichen Lebens durch wiederkehrende Feiern und Veranstaltungen. Den Tagen um den 25. Juli wurde dabei als Vorläufer der „Heimholung ins Reich“ der „Ostmark“ besondere Bedeutung zugeschrieben. Auch wurde hierbei der „ostmärkischen Blutzeugen“ gedacht. Ein eigenes Büchlein hat Springenschmid zusammen mit dem Fotografen Enno Folkerts den beteiligten Putschisten gewidmet. Hier wird mit viel „Blut- und Boden-Romantik“ das Bauernleben im angeblichen Widerstreit mit der erzbischöflichen Obrigkeit und dem Stift von Michelbeuern geschildert. Ohne Rücksicht auf politische Sachverhalte wird behauptet, dass die Bauernschaft „mit dem Geld der Juden, mit der Faust der Marxisten und mit dem Segen der politischen Kirche in Wien“ ausgebeutet würde und die Verfassung des Ständestaates mit der Absicht erlassen worden sei, „die Nationalsozialisten in den Kampf“ zu treiben. Die dem geknechteten Volk unterschobene Lösung der Widrigkeiten der 30er Jahre war der Juliputsch, so auch in Lamprechtshausen. Erwartungsgemäß wird der Ablauf des Putsches ohne Bezug auf die tatsächlichen Ereignisse geschildert (z. B. „zehnfache Übermacht“ des Bundesheeres gegen die SA, Kampf „mit verzweifelter Kraft bis zum letzten Mann für Adolf Hitler“, „Verurteilung und Hinrichtung eines Putschisten“).
Zur Mystifizierung des Juliputsches wurde in Lamprechtshausen zusätzlich ein monumentales Fresko an der Kirche zum Gedenken an die sechs getöteten Nationalsozialisten angebracht. Der Künstler Switbert Lobisser malte zu ihrer Erinnerung am heutigen Ort des Kriegerdenkmals das Fresko an die hintere Wand der Kirche. Hier wurden die Namen der gefallenen Putschisten mit dem Text „Euer Tod – unser Leben, euer Opfer – unser Sieg“ geehrt. Dieses SA-Ehrenmal wurde am 5. August 1938 durch den Salzburger Gauleiter Friedrich Rainer eingeweiht.
Zu der nachträglichen Glorifizierung des Putsches zählte auch die Umbenennung der Volksschule von Michaelbeuern in „Sepp Maislinger Schule“. Dieser war einer der Putschisten, der im Gasthaus Stadler zu Tode gekommen war und am 31. Juli 1934 in Michaelbeuern begraben wurde. Diese Widmung wurde nach dem Krieg wieder entfernt.

## Aufarbeitung nach 1945
Dr. Emil Sprenger, SS-Obersturmbannführer und in der NS-Zeit Träger des Blutordens, wurde 1948 im Rahmen des Entnazifizierungsverfahrens von der Lagerspruchkammer Moosburg in die Gruppe der Mitläufer eingestuft und mit einer Geldsühne von 800 RM belegt. In den Staatsdienst wurde er nicht mehr übernommen.
Karl Springenschmid, der es in der NS-Zeit u. a. zum SS-Hauptsturmführer gebracht hatte und nach dem Krieg wegen Kriegsverbrechen gesucht wurde, tauchte nach dem Krieg unter; die gerichtlichen Ermittlungen gegen ihn wurden im Jahr 1951 eingestellt. 